# Shantiniketan
Shantiniketan (Bengalisch: শান্তিনিকেতন, Śāntiniketan; wörtlich: „Heimstatt des Friedens“; früher auch: Santiniketan) ist ein Ort im Distrikt Birbhum im indischen Bundesstaat Westbengalen. Er bildet einen Stadtteil der Municipality Bolpur.
Shantiniketan wurde 1863 von Maharshi Debendranath Tagore gegründet und benannt. Sein Sohn, Rabindranath Tagore, gründete hier 1901 eine Schule, die 1921 zur international renommierten Visva-Bharati University ausgebaut wurde. Die Wohnhäuser Tagores sind heute ein Museum.
Shantiniketan ist ein bedeutendes kulturelles Zentrum, das insbesondere für seine Festivals wie Poush Mela und Basanta Utsav bekannt ist und vom Tourismus profitiert. Shantiniketan ist der Geburtsort des Nobelpreisträgers Amartya Sen.
Seit 2023 gehört Shantiniketan zum UNESCO-Weltkulturerbe.